# Speak of the Devil (John Abercrombie)
Speak of the Devil è un album in studio del musicista jazz statunitense John Abercrombie, pubblicato nel 1994.

## Tracce
1. Angel Food – 7:55
2. Now and Again – 6:16
3. Mahat – 8:27
4. Chorale – 8:21
5. Farewell – 6:16
6. BT–U – 6:22
7. Early to Bed – 8:20
8. Dreamland – 9:12
9. Hell's Gate – 7:07

## Formazione
- John Abercrombie – chitarra
- Dan Wall – organo Hammond
- Adam Nussbaum – batteria